# Resolutie 124 Veiligheidsraad Verenigde Naties
Resolutie 124 van de Veiligheidsraad van de Verenigde Naties werd op 7 maart 1957 unaniem aangenomen en beval Ghana aan voor VN-lidmaatschap.

## Inhoud
De Veiligheidsraad had de aanvraag voor VN-lidmaatschap van Ghana overwogen, en beval de Algemene Vergadering aan om Ghana het VN-lidmaatschap toe te kennen.

## Verwante resoluties
- Resolutie 116 Veiligheidsraad Verenigde Naties (Tunesië)
- Resolutie 121 Veiligheidsraad Verenigde Naties (Japan)
- Resolutie 125 Veiligheidsraad Verenigde Naties (Malakka)
- Resolutie 131 Veiligheidsraad Verenigde Naties (Guinea)

Lijst ·  122 ·  123 ·  124 ·  125 ·  126